# Paesi Bassi ai Giochi della VII Olimpiade
I Paesi Bassi hanno partecipato ai Giochi della VII Olimpiade di Anversa con una delegazione di 130 atleti (129 uomini, 1 donna), suddivisi su 15 discipline.

## Medagliere

### Per discipline
| Sport           | Oro | Argento | Bronzo | Totale |
| --------------- | --- | ------- | ------ | ------ |
| Vela            | 2   | 1       | 0      | 3      |
| Ciclismo        | 1   | 0       | 2      | 3      |
| Tiro con l'arco | 1   | 0       | 0      | 1      |
| Tiro alla fune  | 0   | 1       | 0      | 1      |
| Scherma         | 0   | 0       | 2      | 2      |
| Calcio          | 0   | 0       | 1      | 1      |
| Totale          | 4   | 2       | 5      | 11     |

### Medaglie
| Medaglia | Atleta | Sport           | Evento                            |
| -------- | --- | --------------- | --------------------------------- |
| Oro      | Mouritius Peeters | Ciclismo        | Velocità                          |
| Oro      | Janus Theeuwes Driekske van Bussel Joep Packbiers Janus van Merrienboer Tiest van Gestel Theo Willems Piet de Brouwer Jo van Gastel, Jr. | Tiro con l'arco | Target Archery 28 metri a squadre |
| Oro      | Johan Hin Cornelis Hin Frans Hin | Vela            | Dinghy 12 piedi                   |
| Oro      | Joop Carp Piet Wernink Berend Carp | Vela            | Classe 6,5 metri                  |
| Argento  | | Tiro alla fune  | -                                 |
| Argento  | Arnoud van der Biesen Petrus Beukers | Vela            | Dinghy 12 piedi                   |
| Bronzo   | Paesi Bassi | Calcio          | -                                 |
| Bronzo   | Petrus Ikelaar Franciscus de Vreng | Ciclismo        | Tandem                            |
| Bronzo   | Petrus Ikelaar | Ciclismo        | 50 chilometri                     |
| Bronzo   | Arie de Jong | Scherma         | Sciabola individuale maschile     |
| Bronzo   | Jan van der Wiel Arie de Jong Jetze Doorman Louis Delaunoij Willem van Blijenburgh Salomon Zeldenrust Henri Wijnoldy-Daniëls             | Scherma         | Sciabola a squadre maschile       |

## Risultati

### Calcio
| Atleta | Classifica |                        |
| --- | --- | ---------------------- |
| V · D · M Nazionale olandese · Calcio ai Giochi Olimpici Estivi 1920 P MacNeill · P Tempel · D Dénis · D van der Kluft · D Verweij · C Boerdam · C Bosschart · C de Vries · C Kuipers · C Legger · C Steeman · C van Linge · A Bieshaar · A E. Bulder · A J. Bulder · A de Natris · A Groosjohan · A Peereboom · A van Beurden · A van Dort · A van Rappard · A von Heijden · CT : Warburton | Bronzo |                        |
| Nazionale olandese · Calcio ai Giochi Olimpici Estivi 1920 | |                        |
| P MacNeill · P Tempel · D Dénis · D van der Kluft · D Verweij · C Boerdam · C Bosschart · C de Vries · C Kuipers · C Legger · C Steeman · C van Linge · A Bieshaar · A E. Bulder · A J. Bulder · A de Natris · A Groosjohan · A Peereboom · A van Beurden · A van Dort · A van Rappard · A von Heijden · CT: Warburton                                                                       | P MacNeill · P Tempel · D Dénis · D van der Kluft · D Verweij · C Boerdam · C Bosschart · C de Vries · C Kuipers · C Legger · C Steeman · C van Linge · A Bieshaar · A E. Bulder · A J. Bulder · A de Natris · A Groosjohan · A Peereboom · A van Beurden · A van Dort · A van Rappard · A von Heijden · CT: Warburton | Paesi Bassi (bandiera) |

### Pallanuoto
| Atleta | Classifica |                        |
| --- | --- | ---------------------- |
| V · D · M Nazionale maschile olandese di pallanuoto · Giochi olimpici - Anversa 1920 Bohlander · Cortlever · Hoogendijk · Kratz · Meijer · Plantinga · van Silfhout · Struijs · van der Velden · CT : - | 5° |                        |
| Nazionale maschile olandese di pallanuoto · Giochi olimpici - Anversa 1920 | |                        |
| Bohlander · Cortlever · Hoogendijk · Kratz · Meijer · Plantinga · van Silfhout · Struijs · van der Velden · CT: -                                                                                       | Bohlander · Cortlever · Hoogendijk · Kratz · Meijer · Plantinga · van Silfhout · Struijs · van der Velden · CT: - | Paesi Bassi (bandiera) |